# 2023. évi téli universiade
A 2023. évi téli universiade, hivatalos nevén a XXXI. téli universiade (Egyetemi Világjátékok) egy több sportot magába foglaló nemzetközi sportesemény volt, melyet 2023. január 12. és január 22. között rendeztek az Amerikai Egyesült Államokbeli Lake Placidban.
2018. március 5-én jelentették be hivatalosan, hogy Lake Placid a 2023-as téli universiade házigazdája, így 1972 után a második alkalommal adhatott otthont az egyetemi világjátékoknak a New York állambeli település. Összesen 12 téli sportág 85 versenyére került sor az állam különböző pontjain, többek között Lake Placid, Saranac Lake, Wilmington, North Creek, Canton és Potsdam helyszínein.
Az ünnepi megnyitóra január 12-én került sor Lake Placid-i Olimpiai Központban. Az egyetemisták és főiskolások seregszemléjét általában kétévente rendezik, de a koronavírus-járványhogy közbeszólt. A 2019-es az oroszországi Krasznojarszkban rendezett universiadét követő, 2021-es világjátékot – amelyet a svájci Luzernbe terveztek – januárról decemberre halasztottak, azonban a koronavírus omikron variánsának megjelenése miatt a szervezők törölték.

## Részvételi feltételek
A Nemzetközi Egyetemi Sportszövetség (FISU) által meghatározott részvételi feltételek:
- 18-25 éves életkor (1998. január 1. és 2005. december 31. között született sportolók);
- állampolgárság;
- felsőoktatási hallgatói státusz.

## Versenyszámok
Csehország először szerepelt női jégkorongban, ami a fesztivál legnépszerűbb sportága lett, hiszen a férfi és női versenyeken 488 sportoló indul. Ezt követte az alpesisí 194 versenyzővel, majd a sífutás 161, a snowboard 118 és a rövidpályás gyorskorcsolya 108 versenyzővel.
A versenyzők az alábbi sportágakban mérték össze erejüket:
- Alpesisí
- Biatlon
- Curling
- Északi összetett
- Gyorskorcsolya
- Jégkorong
- Műkorcsolya
- Rövidpályás gyorskorcsolya
- Síakrobatika
- Sífutás
- Síugrás
- Snowboard

## A versenyen részt vevő nemzetek
Haiti első alkalommal vett részt a világjátékokon, míg az amerikai csapat közel 150 sportolóval – a legnagyobb kontingenst alkotva – vett részt. Az Egyesült Államok után a második legnagyobb csapat Japán, majd Kanada a maga 121 főjével, Csehország, illetve Dél-Korea következett 85 versenyzővel. Négy nemzet, Horvátország, Luxemburg, Mexikó és Haiti egy sportolóból álló csapatot indított. A háború sújtotta Ukrajnából összesen 58 sportoló, köztük egy férfi jégkorongcsapat vett részt az eseményen.
Az universiadén 46 nemzet 1420 sportolója – 819 férfi és 601 nő – vett részt, az alábbi megbontásban:
| Részt vevő nemzetek férfi / nő megbontásban | Részt vevő nemzetek férfi / nő megbontásban | Részt vevő nemzetek férfi / nő megbontásban | Részt vevő nemzetek férfi / nő megbontásban | Részt vevő nemzetek férfi / nő megbontásban | Részt vevő nemzetek férfi / nő megbontásban | Részt vevő nemzetek férfi / nő megbontásban | Részt vevő nemzetek férfi / nő megbontásban | Részt vevő nemzetek férfi / nő megbontásban | Részt vevő nemzetek férfi / nő megbontásban | Részt vevő nemzetek férfi / nő megbontásban | Részt vevő nemzetek férfi / nő megbontásban |
| ------------------------------------------- | ------------------------------------------- | ------------------------------------------- | ------------------------------------------- | ------------------------------------------- | ------------------------------------------- | ------------------------------------------- | ------------------------------------------- | ------------------------------------------- | ------------------------------------------- | ------------------------------------------- | ------------------------------------------- |
| nemzet                                      | F                                           | N                                           | nemzet                                      | F                                           | N                                           | nemzet                                      | F                                           | N                                           | nemzet                                      | F                                           | N                                           |
| Argentína                                   | 3                                           | 0                                           | Finnország                                  | 10                                          | 12                                          | Kína                                        | 9                                           | 10                                          | Spanyolország                               | 8                                           | 10                                          |
| Ausztrália                                  | 10                                          | 15                                          | Franciaország                               | 25                                          | 29                                          | Lengyelország                               | 29                                          | 25                                          | Svájc                                       | 24                                          | 29                                          |
| Ausztria                                    | 14                                          | 8                                           | Fülöp-szigetek                              | 3                                           | 1                                           | Lettország                                  | 24                                          | 1                                           | Svédország                                  | 27                                          | 11                                          |
| Belgium                                     | 2                                           | 2                                           | Haiti                                       | 1                                           | 0                                           | Litvánia                                    | 2                                           | 2                                           | Szlovákia                                   | 33                                          | 34                                          |
| Brazília                                    | 7                                           | 0                                           | Hollandia                                   | 5                                           | 5                                           | Luxemburg                                   | 1                                           | 0                                           | Szlovénia                                   | 0                                           | 2                                           |
| Bulgária                                    | 3                                           | 2                                           | Hongkong                                    | 2                                           | 1                                           | Magyarország                                | 28                                          | 6                                           | Tajvan                                      | 5                                           | 1                                           |
| Csehország                                  | 53                                          | 39                                          | Horvátország                                | 1                                           | 0                                           | Mexikó                                      | 0                                           | 1                                           | Thaiföld                                    | 4                                           | 3                                           |
| Dánia                                       | 2                                           | 0                                           | Írország                                    | 2                                           | 3                                           | Mongólia                                    | 6                                           | 3                                           | Törökország                                 | 2                                           | 1                                           |
| Dél-Korea                                   | 60                                          | 25                                          | Izland                                      | 1                                           | 2                                           | Németország                                 | 21                                          | 14                                          | Ukrajna                                     | 42                                          | 16                                          |
| Egyesült Államok                            | 72                                          | 76                                          | Japán                                       | 72                                          | 66                                          | Norvégia                                    | 24                                          | 13                                          | Üzbegisztán                                 | 5                                           | 1                                           |
| Egyesült Királyság                          | 35                                          | 28                                          | Kanada                                      | 63                                          | 58                                          | Olaszország                                 | 18                                          | 14                                          |                                             |                                             |                                             |
| Észtország                                  | 3                                           | 2                                           | Kazahsztán                                  | 54                                          | 28                                          | Örményország                                | 4                                           | 2                                           |                                             |                                             |                                             |

F = férfi, N = nő

## Versenynaptár
| ● | Nyitóünnepség | ● | Versenynap | 1 | Döntők | ● | Záróünnepség |

| Január                     | 11 SZE | 12 CS | 13 P | 14 SZO | 15 V | 16 H | 17 K | 18 SZE | 19 CS | 20 P | 21 SZO | 22 V | Össz. |
| -------------------------- | ------ | ----- | ---- | ------ | ---- | ---- | ---- | ------ | ----- | ---- | ------ | ---- | ----- |
| Ünnepségek                 |        | ●     |      |        |      |      |      |        |       |      |        | ●    |       |
| Alpesisí                   |        |       | ●    | 2      | ●    | 2    | 1    | 1      | 1     | 1    | 1      |      | 9     |
| Biatlon                    |        |       |      | 2      |      | 1    |      | 2      | 2     |      | 2      |      | 9     |
| Curling                    |        |       | ●    | ●      | ●    | ●    | ●    | ●      | ●     | ●    | 2      |      | 2     |
| Északi összetett           |        |       | 2    |        | 2    |      | 1    |        | 1     |      |        |      | 6     |
| Gyorskorcsolya             |        |       |      |        | 2    | 2    | 2    | 2      | 3     | 2    |        |      | 13    |
| Jégkorong                  | ●      | ●     | ●    | ●      | ●    | ●    | ●    | ●      | ●     | ●    | 1      | 1    | 2     |
| Műkorcsolya                |        |       | ●    | 1      | 2    |      |      |        |       |      |        |      | 3     |
| Rövidpályás gyorskorcsolya |        |       |      |        |      |      |      |        | 2     | 3    | 4      |      | 9     |
| Síakrobatika               |        |       |      |        | ●    | 2    | ●    | 2      | ●     | 2    |        |      | 6     |
| Sífutás                    |        |       | 1    |        | 2    |      | 2    | 2      |       | 2    |        | 2    | 11    |
| Síugrás                    |        |       |      |        |      | 2    |      | 1      |       | 2    |        |      | 5     |
| Snowboard                  |        | ●     | 2    |        |      |      | ●    | 2      | ●     | 2    | 2      | 2    | 10    |
| Döntők                     |        |       | 5    | 5      | 8    | 9    | 6    | 12     | 9     | 14   | 12     | 5    | 85    |
| Összesítés                 |        |       | 5    | 10     | 18   | 27   | 33   | 45     | 54    | 68   | 80     | 85   |       |
| Január                     | 11 SZE | 12 CS | 13 P | 14 SZO | 15 V | 16 H | 17 K | 18 SZE | 19 CS | 20 P | 21 SZO | 22 V | Össz. |

## Éremtáblázat
| #        | Nemzet                   | Arany | Ezüst | Bronz | Összesen |
| 1.       | Japán (JPN)              | 21    | 17    | 10    | 48       |
| 2.       | Dél-Korea (KOR)          | 12    | 8     | 9     | 29       |
| 3.       | Kanada (CAN)             | 6     | 1     | 6     | 13       |
| 4.       | Franciaország (FRA)      | 5     | 6     | 7     | 18       |
| 5.       | Lengyelország (POL)      | 5     | 6     | 6     | 17       |
| 6.       | Csehország (CZE)         | 5     | 1     | 6     | 12       |
| 7.       | Finnország (FIN)         | 4     | 1     | 2     | 7        |
| 8.       | Egyesült Államok (USA)   | 3     | 8     | 6     | 17       |
| 9.       | Svájc (SUI)              | 3     | 6     | 2     | 11       |
| 10.      | Németország (GER)        | 3     | 4     | 6     | 13       |
| 11.      | Kazahsztán (KAZ)         | 3     | 4     | 4     | 11       |
| 12.      | Ausztria (AUT)           | 3     | 4     | 1     | 8        |
| 13.      | Olaszország (ITA)        | 3     | 3     | 4     | 10       |
| 14.      | Észtország (EST)         | 2     | 2     | 0     | 4        |
| 15.      | Spanyolország (ESP)      | 2     | 1     | 2     | 5        |
| 16.      | Egyesült Királyság (GBR) | 2     | 0     | 1     | 3        |
| 17.      | Kína (CHN)               | 1     | 2     | 1     | 4        |
| 18.      | Ukrajna (UKR)            | 1     | 1     | 4     | 6        |
| 19.      | Svédország (SWE)         | 1     | 0     | 2     | 3        |
| 20.      | Norvégia (NOR)           | 0     | 7     | 3     | 10       |
| 21.      | Thaiföld (THA)           | 0     | 1     | 1     | 2        |
| 22.      | Litvánia (LTU)           | 0     | 1     | 0     | 1        |
| 22.      | Szlovákia (SVK)          | 0     | 1     | 0     | 1        |
| 24.      | Hollandia (NED)          | 0     | 0     | 1     | 1        |
| 24.      | Szlovénia (SLO)          | 0     | 0     | 1     | 1        |
| Összesen | Összesen                 | 85    | 85    | 85    | 255      |